# Gwen Raverat

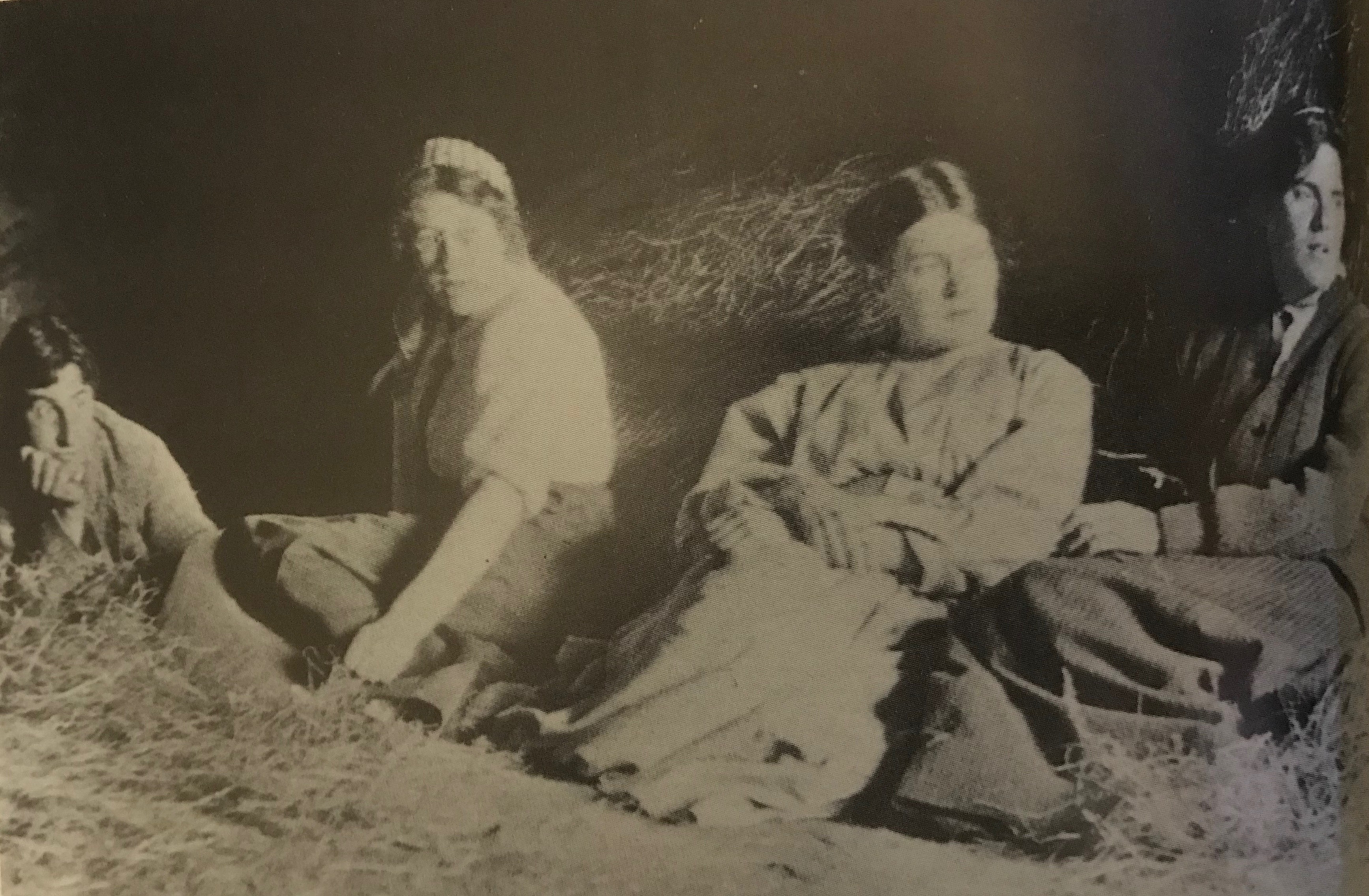
Jacques Raverat, Ka Cox, Gwen Raverat en Frances Cornford in Norfolk (1912).

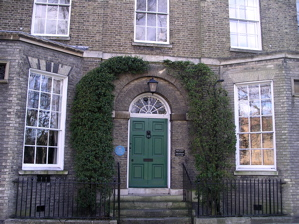
Het huis in Cambridge waar Gwen Raverat opgroeide (nu een deel van Darwin College)

Gwendoline Mary "Gwen" Raverat (Cambridge, 26 augustus 1885 – 11 februari 1957) was een Engels houtgraveur en kunstschilderes. Ze is de medeoprichtster van de Society of Wood Engravers in Engeland. Haar geboortenaam was Gwen Darwin.

## Levensloop
Gwen Darwin was de dochter van de Engelse astronoom en wiskundige George Howard Darwin en Maud du Puy. Ze was de kleindochter van de bioloog Charles Darwin. Ze trouwde in 1911 met de Franse kunstschilder Jacques Raverat en ze woonden, totdat Jacques in 1925 stierf aan multiple sclerose, in Zuid-Frankrijk, in Vence in de buurt van Nice. Ze kregen twee dochters: Elisabeth (1916), die getrouwd is met de Noorse politicus Edvard Hambro, en Sophie (1919), die getrouwd is geweest met Mark Pryor, een geleerde uit Cambridge.
Ze heeft een aantal boeken geïllustreerd met tekeningen en houtgravures. Voorafgaand aan hun verhuizing naar Frankrijk waren beiden actief in een groep rond Rupert Brooke die de Neo-Pagans genoemd wordt, en in de Bloomsburygroep, waartoe ook onder andere Virginia Woolf, John Maynard Keynes, Vanessa Bell en Lytton Strachey behoorden.
De zwager van Gwen Raverat, Geoffrey Keynes, vroeg haar in 1927 om decorontwerpen te maken voor een ballet dat gemaakt was naar William Blake's Illustrations of the Book of Job, ter gelegenheid van de honderdste sterfdag van Blake. Haar achterneef Ralph Vaughan Williams schreef de muziek voor het ballet, dat bekendstaat als Job, a masque for dancing. Het decor is nog te zien als miniatuurmodel in het Fitzwilliam Museum in Cambridge.
Ze keerde uiteindelijk terug naar Cambridge waar ze in 1952 haar memoires schreef onder de titel Period Piece. In 2004 werd de complete correspondentie tussen Gwen, Jacques en Virginia Woolf uitgegeven, geredigeerd door kleinzoon William Pryor, met de titel Virginia Woolf and the Raverats.
Het Darwin College in Cambridge omvat zowel het huis waar ze opgroeide als het naastgelegen Old Granary (oude graanpakhuis) waar ze de laatste jaren van haar leven woonde. Een van de studentenbehuizingen van het Darwin College is naar Gwen Raverat vernoemd.

## Publicaties en Literatuur
- Period Piece: A Cambridge Childhood, Faber & Faber 1952
- Virginia Woolf and the Raverats. A Different Sort of Friendship, (Briefwisseling; red. William Pryor), Bath: Clear Books 2003
- Gwen Raverat. Wood Engraver (red. Joanne Selborne & Lindsay Mary Newman), Londen: The British Library 2003 (oorspr. uitg. Huddersfield: Fleece Press 1996)
- Frances Spalding, Gwen Raverat. Friends, Family and Affections, Londen: Pimlico 2004 (oorspr. uitg. Great Brittain: Harvill 2001)